# Championnat de Curaçao de football 2015
Navigation
Saison précédente Saison suivante
La saison 2015 du Championnat de Curaçao de football est la cinquième édition de la Sekshon Pagá, le championnat de première division à Curaçao. Les dix meilleures équipes de l'île sont regroupées au sein d’une poule unique où elles s’affrontent au cours de plusieurs phases, avec des qualifications successives, jusqu'à la finale nationale. En fin de saison, le dernier du classement doit disputer un barrage de promotion-relégation face au champion de deuxième division.
C'est le RKSV Centro Dominguito, qui est sacré cette saison après avoir battu le tenant du titre, le CSD Barber en finale. Il s’agit du quatrième titre de champion de Curaçao de l’histoire du club. Le Centro Dominguito réalise une saison parfaite puisqu'il termine invaincu (21 victoires et 6 matchs nuls).

## Les clubs participants
- SV Hubentut Fortuna
- UD Banda Abou
- CSD Barber
- RKSV Centro Dominguito
- CRKSV Jong Holland
- RKSV Scherpenheuvel - Promu de Sekshon Amatùr
- CRKSV Jong Colombia
- RKVFC Sithoc
- SV Victory Boys
- Sport Unie Brion-Trappers

## Compétition
Le barème utilisé pour établir le classement est le suivant :
- Victoire : 3 points
- Match nul : 1 point
- Défaite : 0 point

### Saison régulière
| Rang | Équipe                    | Pts | J  | G  | N | P  | Bp | Bc | Diff |
| ---- | ------------------------- | --- | -- | -- | - | -- | -- | -- | ---- |
| 1    | RKSV Centro Dominguito    | 52  | 18 | 17 | 1 | 0  | 53 | 10 | +43  |
| 2    | CRKSV Jong Holland        | 37  | 18 | 11 | 4 | 3  | 30 | 18 | +12  |
| 3    | CSD BarberT               | 36  | 18 | 11 | 3 | 4  | 51 | 26 | +25  |
| 4    | SV Victory Boys           | 33  | 18 | 10 | 3 | 5  | 32 | 18 | +14  |
| 5    | UD Banda Abou             | 23  | 18 | 6  | 5 | 7  | 30 | 27 | +3   |
| 6    | SV Hubentut Fortuna       | 22  | 18 | 6  | 4 | 8  | 27 | 28 | -1   |
| 7    | Sport Unie Brion-Trappers | 16  | 18 | 4  | 4 | 10 | 27 | 35 | -8   |
| 8    | RKSV ScherpenheuvelP      | 12  | 18 | 1  | 9 | 8  | 13 | 27 | -14  |
| 9    | CRKSV Jong Colombia       | 11  | 18 | 3  | 2 | 13 | 19 | 59 | -40  |
| 10   | RKVFC Sithoc              | 9   | 18 | 2  | 3 | 13 | 15 | 49 | -34  |

|  | Qualification pour le Kaya 6                     |
|  | Participation au barrage de promotion-relégation |
|  | T : Tenant du titre P : Promu de Sekshon Amatùr  |

### Kaya 6
| Rang | Équipe                 | Pts | J | G | N | P | Bp | Bc | Diff |  | Résultats (▼ dom., ► ext.) | Dom | Bar | Vic | For | Und | Hol |
| ---- | ---------------------- | --- | - | - | - | - | -- | -- | ---- |  | -------------------------- | --- | --- | --- | --- | --- | --- |
| 1    | RKSV Centro Dominguito | 9   | 5 | 2 | 3 | 0 | 5  | 2  | +3   |  | RKSV Centro Dominguito     |     | 1-0 | 1-1 | 0-0 | 2-0 | 1-1 |
| 2    | CSD BarberT            | 8   | 5 | 2 | 2 | 1 | 11 | 7  | +4   |  | CSD BarberT                |     |     | 4-1 | 3-3 | 3-1 | 1-1 |
| 3    | SV Victory Boys        | 8   | 5 | 2 | 2 | 1 | 7  | 8  | -1   |  | SV Victory Boys            |     |     |     | 1-1 | 2-1 | 2-1 |
| 4    | SV Hubentut Fortuna    | 6   | 5 | 1 | 3 | 1 | 8  | 7  | +1   |  | SV Hubentut Fortuna        |     |     |     |     | 1-3 | 3-0 |
| 5    | UD Banda Abou          | 6   | 5 | 2 | 0 | 3 | 8  | 9  | -1   |  | UD Banda Abou              |     |     |     |     |     | 3-1 |
| 6    | CRKSV Jong Holland     | 2   | 5 | 0 | 2 | 3 | 4  | 10 | -6   |  | CRKSV Jong Holland         |     |     |     |     |     |     |

|  | Qualification pour le Kaya 4 |
|  | T : Tenant du titre          |

### Kaya 4
| Rang | Équipe                 | Pts | J | G | N | P | Bp | Bc | Diff |  | Résultats (▼ dom., ► ext.) | Dom | Bar | For | Vic |
| ---- | ---------------------- | --- | - | - | - | - | -- | -- | ---- |  | -------------------------- | --- | --- | --- | --- |
| 1    | RKSV Centro Dominguito | 5   | 3 | 1 | 2 | 0 | 8  | 6  | +2   |  | RKSV Centro Dominguito     |     | 1-1 | 3-1 | 4-4 |
| 2    | CSD BarberT            | 5   | 3 | 1 | 2 | 0 | 6  | 4  | +2   |  | CSD BarberT                |     |     | 2-2 | 3-1 |
| 3    | SV Hubentut Fortuna    | 4   | 3 | 1 | 1 | 1 | 5  | 5  | 0    |  | SV Hubentut Fortuna        |     |     |     | 2-0 |
| 4    | SV Victory Boys        | 1   | 3 | 0 | 1 | 2 | 5  | 9  | -4   |  | SV Victory Boys            |     |     |     |     |

|  | Qualification pour la finale nationale |
|  | T : Tenant du titre                    |

### Finale nationale
| 25 octobre 2015 | RKSV Centro Dominguito                                              | 4 - 2 | CSD Barber                                | Ergilio Hato Stadion, Willemstad |  |
|                 | Norvianel Naar 30e, 75e · Steward Sambo 39e · Lisandro Trenidad 90e |       | 4e Jurensley Martina · 67e Gerion Alberto |                                  |  |

### Barrage de promotion-relégation
Le 10e de Sekshon Pagá, le RKVFC Sithoc affronte le champion de deuxième division, le VESTA Willemstad en barrage pour attribuer la dernière place en première division la saison prochaine.
| Équipe 1              | Résultat | Équipe 2     | Aller | Retour |
| --------------------- | -------- | ------------ | ----- | ------ |
| VESTA Willemstad (D2) | 3 - 1    | RKVFC Sithoc | 2 - 0 | 1 - 1  |

- Le VESTA Willemstad prend la place du RKVFC Sithoc en première division.

## Bilan de la saison
| Championnat de Curaçao de football 2015 |                                   |
| Champion                                | RKSV Centro Dominguito (4e titre) |
| Qualifications continentales            |                                   |
| CFU Club Championship 2016              | Aucun                             |
| Promotions et relégations               |                                   |
| Promus en Sekshon Pagá                  | VESTA Willemstad                  |
| Relégués en Sekshon Amatùr              | RKVFC Sithoc                      |